# Manny Leaks
Emanuel Leaks jr., detto Manny (Cleveland, 27 novembre 1945), è un ex cestista statunitense, professionista nella ABA e nella NBA.

## Carriera
Leaks giocò alla Niagara University di New York dal 1965 al 1968, mettendo a referto 30 rimbalzi in una notevole partita contro Syracuse
Leaks, selezionato dai Detroit Pistons, fu la ventesima scelta del Draft NBA del 1968, ma iniziò la sua carriera da professionista in ABA, dove in quattro stagioni vestì la maglia dei Kentucky Colonels, dei New York Nets, dei Dallas Chaparrals, dei Texas Chaparrals, degli Utah Stars, e infine dei Floridians. Dal 1972 al 1974, Leaks giocò in NBA, prima con la maglia dei Philadelphia 76ers, e poi con i Capital Bullets, mantenendo una media di 8,3 punti e 6,8 rimbalzi a partita.

## Palmarès
- Trentatreesimo migliore rimbalzista di sempre ABA